# Зоогеография
Зоогеография (География животных) — раздел биогеографии, наука, изучающая распространение животных на планете Земля. Она устанавливает общие закономерности и условия распространения животных.
Основными объектами зоогеографии являются фауны и ареалы. Она исследует распределение видов и других таксонов по земному шару, изучает распространение фаунистических комплексов, а также процессы расселения и вымирания животных, то есть процессы расширения и сокращения их ареалов.

## Задачи

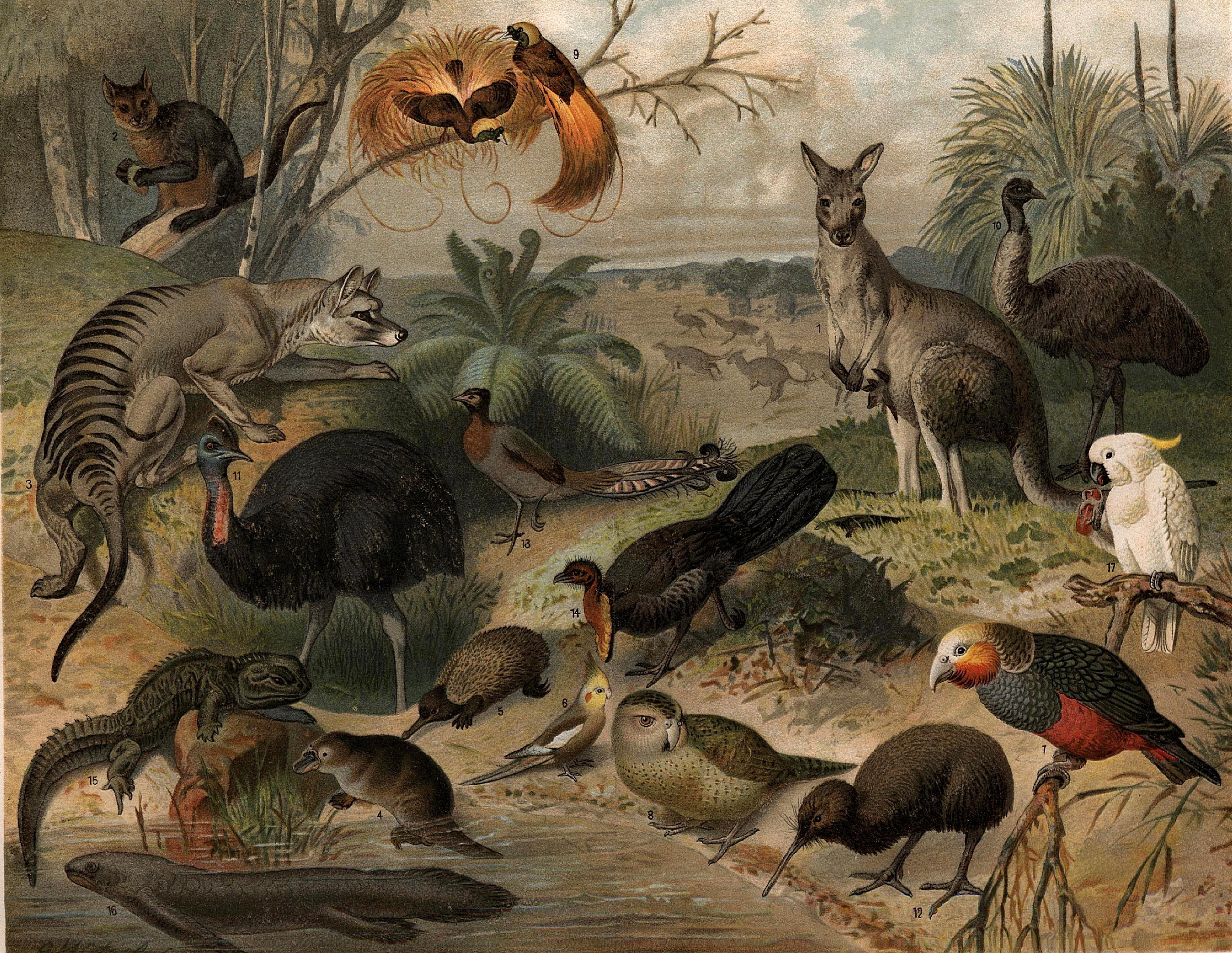
Австралийская фауна

Зоогеография решает следующие задачи:
- Изучение ареалов — областей земного шара, населённых популяциями определённых видов.
- Выявление причин, определяющих характер географического распространения животных организмов.
- Изучение закономерностей формирования фаун под влиянием природных и антропогенных факторов.
- Прогнозирование изменений животного мира в обозримом будущем для предотвращения обеднения его видового состава или сдвига последнего в нежелательную для человека сторону.

## Разделы
Зоогеографию обычно подразделяют на:
- Описательную (или регистрационную)
- Сравнительную
- Причинную (или каузальную)

Эти разновидности соответствуют основным этапам изучения фаунистических комплексов:
- Описание состава и структура фауны
- Сравнение фаун территорий и зоогеографических областей
- Определение причин, закономерностей формирования и развития фаунистических комплексов.

К основным разделам зоогеографии относятся:
- Ареалогия — учение о типах ареалов, их структуре и происхождении.
- Географическая зоология — изучение распространения отдельных систематических единиц (например — мышей, слонов).
- Геозоология — изучение всего комплекса животных (зооту) в ландшафте или ландшафтной зоне.
- Историческая зоогеография или Генетическая зоогеография — изучение действовавших в прошлом причин распространения современных животных.
- Ландшафтная зоогеография — выявляет закономерности распределения животных по ландшафтам и зонам.
- Палеозоогеография — изучение распространения животных в предыдущие эпохи.
- Систематическая зоогеография — изучает фаунистическое (зоогеографическое) районирование территорий.
- Факторная зоогеография — определяет закономерностей пространственной неоднородности животного населения и факторов среды, их определяющих[1].
- Фаунистика — исследование видового состава фаун в сравнительном аспекте.
- Экологическая зоогеография — изучение влияния среды на распространение современных животных.